# 1980 în film
- 1981 în cinematografie — 1980 în cinematografie — 1982 în cinematografie

## Premii

### Oscar
- Cel mai bun film:
- Cel mai bun regizor:
- Cel mai bun actor:
- Cea mai bună actriță:
- Cel mai bun film străin:

Articol detaliat: Oscar 1980

### César
- Cel mai bun film:
- Cel mai bun actor:
- Cea mai bună actriță:
- Cel mai bun film străin:

Articol detaliat: Césars 1980

### BAFTA
- Cel mai bun film:
- Cel mai bun actor:
- Cea mai bună actriță:
- Cel mai bun film străin: